# Yamunotri

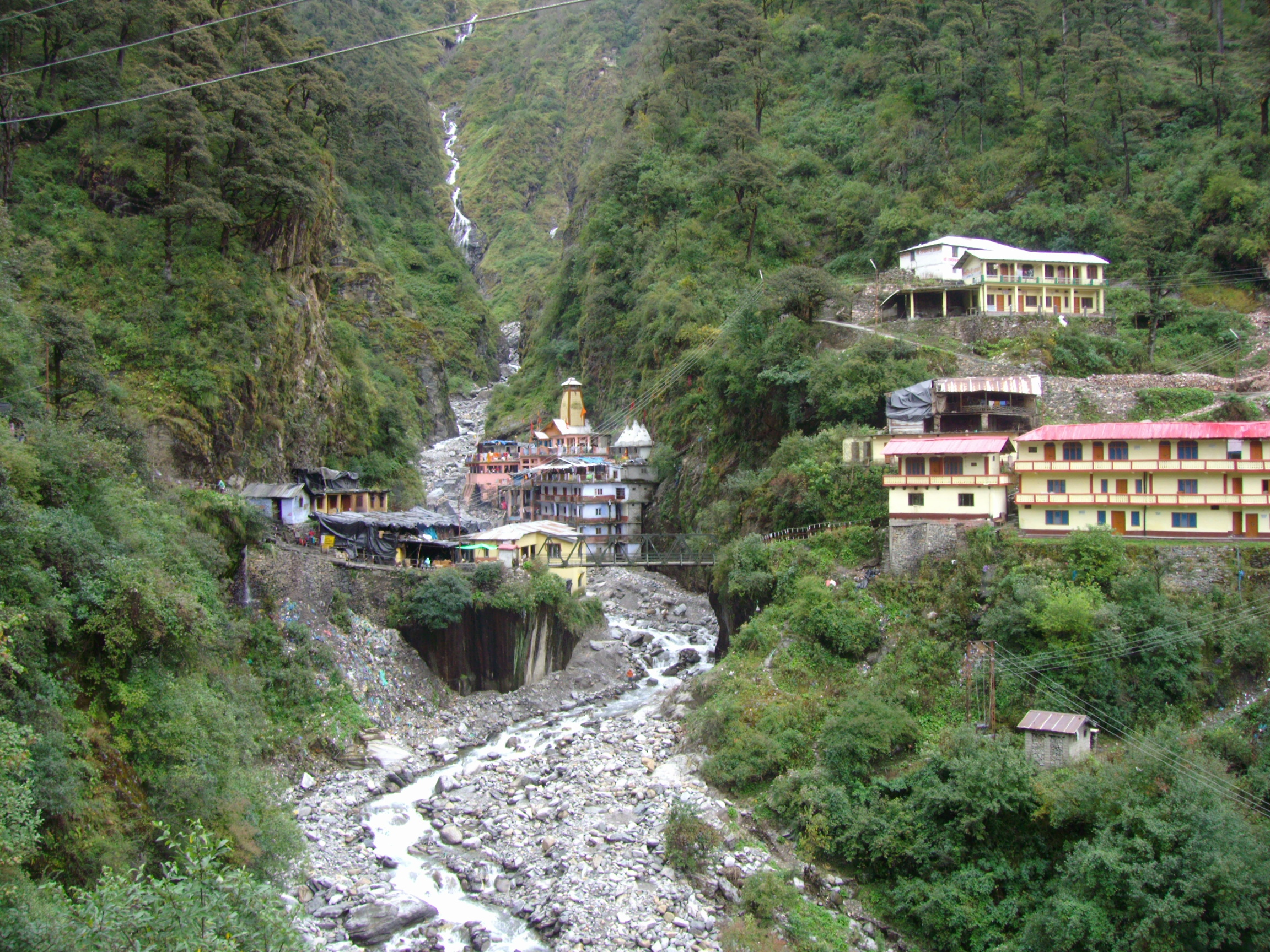
Yamunotri con l'adiacente santuario della dea Yamuni.

Yamunotri è la sorgente del fiume Yamuna nonché la sede della dea Yamuna o Yami, importante divinità dell'Induismo.
Si trova ad un'altitudine di 3.293 m nel Garhwal Himalaya, circa 30 km a nord della cittadina di Uttarkashi, capoluogo del Distretto di Uttarkashi, nella Divisione del Garhwal, nello Stato federato dell'Uttarakhand, in India. 
Yamunotri è uno dei quattro luoghi sacri del Chhota Char Dham (o "Piccolo Char Dham"), il pellegrinaggio sacro dell'Induismo indiano. Il santuario di Yamunotri è il più occidentale della regione del Garhwal Himalaya; è posizionato sul ripido fianco del Bandar Poonch Parvat ed è sede del pellegrinaggio dei devoti della dea Yamuni, che si recano anche alle sacre sorgenti termali che sgorgano a 7 km di distanza a Janki Chatti.
La vera sorgente del fiume è in realtà situata su un laghetto ghiacciato posto nel ghiacciaio Champsar, che si trova un chilometro più in alto sul monte Kalind a 4.421 m di altezza. Il luogo però non è accessibile ai pellegrini e pertanto il tempio è stato posizionato alla base della montagna. Il percorso per arrivare al santuario è già estremamente difficile e i pellegrini al loro arrivo offrono subito una pūjā alla dea come segno di riverenza.
Yamunotri è situato alle coordinate 31°00′36″N 78°27′00″E e ha un'elevazione media di 3.954 m.
Il fiume Yamuna, come il Gange, è stato elevato al rango di dea madre per gli Indù e viene venerato come origine dello sviluppo della civiltà indiana.

## Il santuario

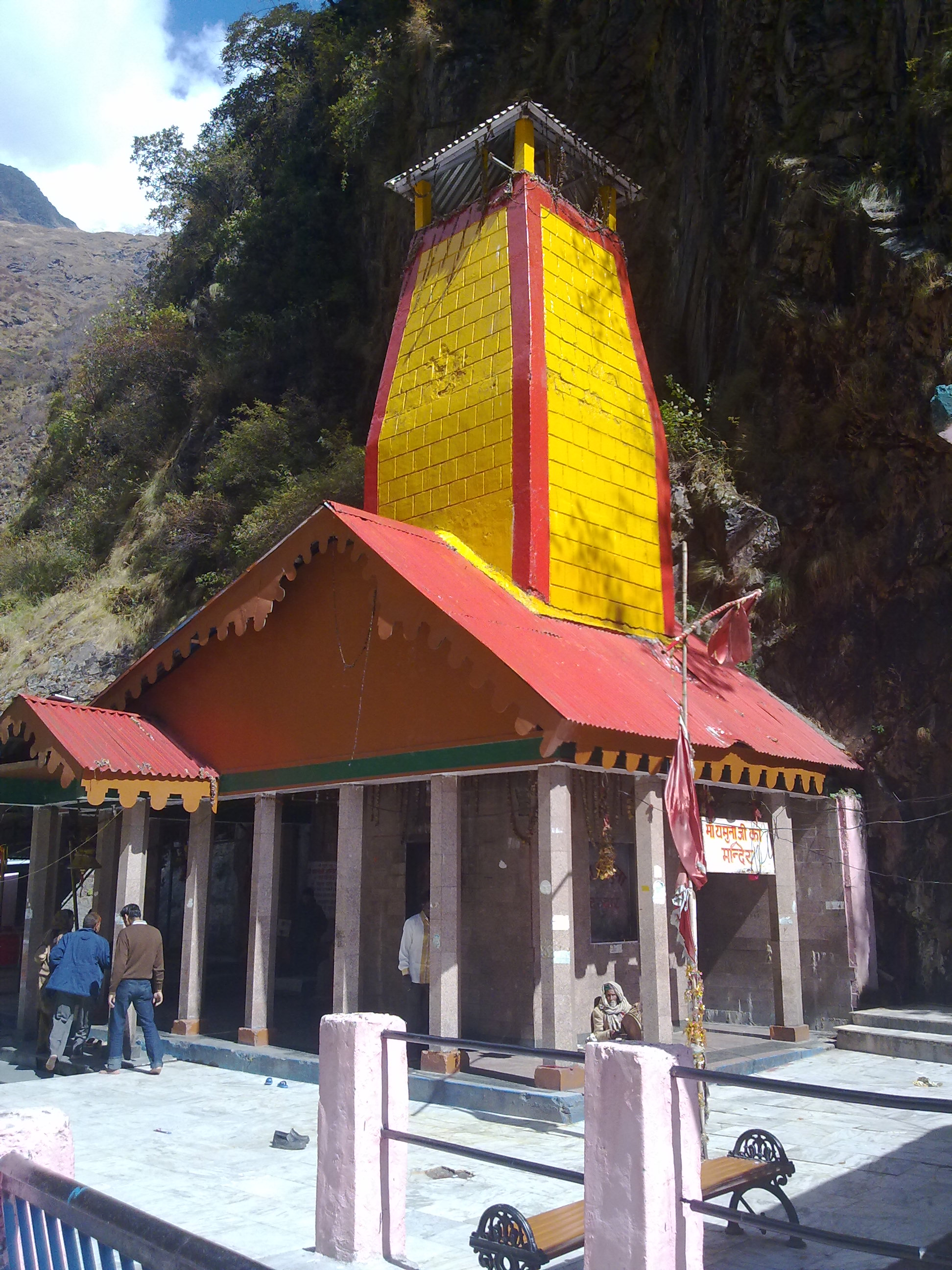
Il santuario di Yamunotri.

L'attuale santuario di Yamunotri, posizionato sulla riva sinistra del fiume Yamuna, risale al XIX secolo e fu costruito da Maharani Guleria di Jaipur; tuttavia, secondo la tradizione, il tempio originale fu fatto costruire dal maharaja Pratap Shah di Tehri Garhwal. A causa dell'inclemenza del tempo e delle difficili condizioni atmosferiche, il tempio dovette essere rinnovato numerose volte.
All'interno del tempio si trova la statua della dea Yamuni, scolpita da un blocco di marmo nero. La statua viene esposta ai fedeli solo durante i mesi estivi, tra la fine di aprile e la fine di ottobre. Durante la stagione invernale, a causa delle difficili condizioni climatiche, il tempio viene chiuso al culto e la statua della dea trasferita in un tempio più a valle.
Nei pressi del tempio, dalle cavità della montagna sgorgano numerose sorgenti di acqua termale calda.